# Tappara
Tappara är en ishockeyklubb från Tammerfors i Finland. Föreningen gick ursprungligen under namnet Tammerfors Bollklubb (TBK) och grundades 1932. Som TBK vann laget åtta medaljer, 3 guld (1953-1955) och fem brons (1946-1948, 1950-1951). 1955 bytte laget namn till det mer finskklingande Tappara och vann sin första medalj redan första säsongen 1956. Sitt första mästerskap fick de 1959. Laget är ett av få lag i världen som använder oranga byxor.
Tapparas nuvarande hemmaplan är i Nokia Arena som rymmer 12 700 åskådare. Arenan är också hemmahall för Ilves. Tidigare hemmaplan Hakametsähallen är Finlands första och byggdes för världsmästerskapet i ishockey 1965.
Den 18 februari 2023 vann Tappara Champions Hockey League genom att besegra svenska Luleå HF med 3–2 i en dramatisk final i Coop Norrbotten Arena i Luleå.
Nuvarande Tappara är Finlands den mest framgångsrika laget med 20 FM-guld, 13 FM-silver och 12 FM-brons.

## Historia
Tammerfors Bollklubben grundades år 1932. Det var Svenska samskolans lag i Tammerfors och de vann tre guld och fem brons mellan 1932-1955. År 1955 ändrades namnet till Tappara eftersom laget ville locka nya iinskspråkiga spelare. År 1965 flyttade Tappara till den nya ishallen Hakametsä. Hakametsä var hemmaplan för Tappara mellan 1965-2021. Tappara vann 11 guld under Hakametsä-tiden.
År 2021 flyttade Tappara till Nokia Arena tillsammans med Ilves. Tappara vann de tre första säsongerna på Nokia Arena. Tappara vann både grundserien och slutspelet tre år i rad 2022-24. Våren 2022 vann Tappara finalen mot TPS med 4-1. År 2023 och 2024 spelade Tappara mot Pelicans i finalen. Tappara vann båda finalerna med 4-1.

## Frysta nummer
- 2 Kalevi Numminen
- 3 Pekka Marjamäki
- 7 Timo Jutila
- 8 Janne Ojanen
- 10 Timo Susi
- 12 Erkki Lehtonen